# 巴爾塔島

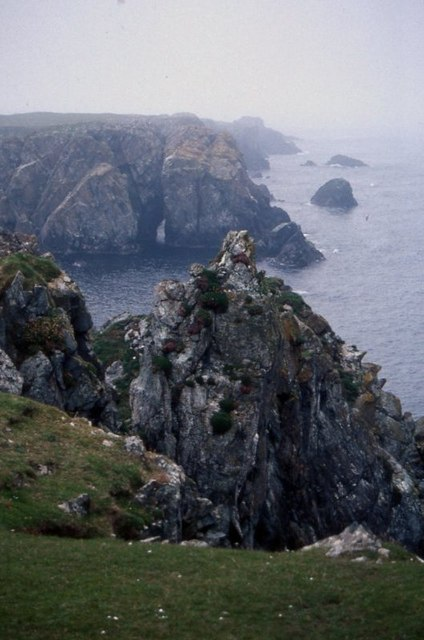
巴尔塔东悬崖

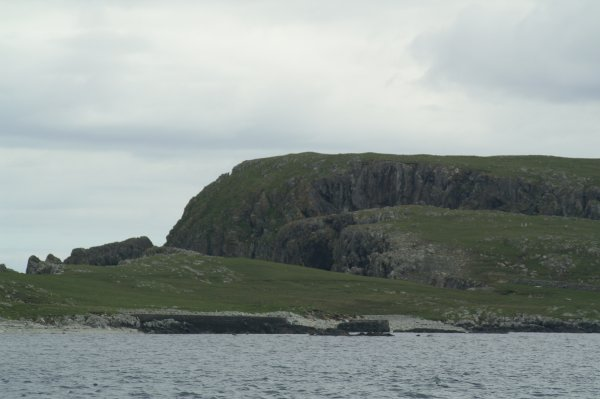
穆克尔头

巴爾塔島是蘇格蘭的島嶼，位於安斯特島以東的大西洋海域，屬於昔德蘭群島的一部分，面積0.8平方公里，最高點海拔高度44米，島上無人居住。
Balta Island Seafare 和 Skaw Smolts 是英国最北端的养鱼场和鱼类孵化场。
60°45′N 0°47′W / 60.750°N 0.783°W
1. ↑  . organic.shetland.co.uk. 2007-06-30  [2024-12-23]. 原始内容存档于2007-06-30 （英语）.